# Shiribetsu
El mont Shiribetsu (en japonès 尻別岳) és un volcà del Japó que es troba al sud-oest de l'illa d'Hokkaido. El cim s'eleva fins als 1.107 metres sobre el nivell del mar. El cràter fa un quilòmetre i mig d'amplada. Inicialment datat de l'Holocè, estudis posteriors van datar la darrera erupció durant el Plistocè.